# Петраке Пойнару (станция метро)
Петраке Пойнару (рум. Petrache Poenaru) — станция Бухарестского метрополитена. Станция расположена в районе Sector 1.
Открыта 19 ноября 1979 года в составе первого пускового участка. С 1979 по 1983 год станция была конечной.
Станция находится рядом с заводом «Semănătoarea».
«Петраке Пойнару» — станция мелкого заложения с двумя боковыми платформами.